# NGC 7422
NGC 7422 est une galaxie spirale (barrée?) située dans la constellation des Poissons. Sa vitesse par rapport au fond diffus cosmologique est de 4 448 ± 26 km/s, ce qui correspond à une distance de Hubble de 65,6 ± 4,6 Mpc (∼214 millions d'al). NGC 7422 a été découverte par l'astronome allemand Albert Marth en 1864. Elle fut redécouverte indépendamment par l'astronome allemand Otto Wilhelm von Struve le 6 décembre 1865, et par Heinrich d'Arrest le 29 septembre 1866.
Deux sources classifient NGC 7422 comme une galaxie spirale barrée, et les deux autres consultées comme une spirale ordinaire,. Aucune barre n'est vraiment visible sur l'image du relevé SDSS. Aussi, il semble que NGC 7422 soit une spirale ordinaire.
La classe de luminosité de NGC 7422 est II et elle présente une large raie HI. Selon la base de données Simbad, NGC 7422 est une galaxie candidate au titre de galaxie active.
À ce jour, seule une mesure non basée sur le décalage vers le rouge (redshift) donne une distance d'environ 66,900 Mpc (∼218 millions d'al), ce qui est à l'intérieur des valeurs de la distance de Hubble.

## Supernova
La supernova SN 2008du a été découverte dans NGC 7422 le 30 juin 2008 dans le cadre du programme LOSS (Lick Observatory Supernova Search) de l'observatoire Lick. D'une magnitude apparente de 18,3 au moment de sa découverte, elle était de type Ic.